# Mescoules
Mescoules é uma comuna francesa na região administrativa da Nova Aquitânia, no departamento Dordonha. Estende-se por uma área de 4,8 km². Em 2010 a comuna tinha 180 habitantes (densidade: 37,5 hab./km²).